# The Best of Enemies
The Best of Enemies (bra: Raça e Redenção) é um filme de drama biográfico estadunidense de 2019 dirigido e escrito por Robin Bissell. É baseado no livro The Best of Enemies: Race and Redemption in the New South, de Osha Gray Davidson, que enfoca a rivalidade entre a ativista dos direitos civis Ann Atwater e o líder da Ku Klux Klan C. P. Ellis. O filme é estrelado por Taraji P. Henson, Sam Rockwell, Babou Ceesay, Anne Heche, Wes Bentley, Bruce McGill, John Gallagher Jr. e Nick Searcy. Foi lançado nos Estados Unidos em 5 de abril de 2019, pela STX Entertainment.

## Elenco
- Taraji P. Henson como Ann Atwater
- Sam Rockwell como C. P. Ellis
- Wes Bentley como Floyd Kelly
- Babou Ceesay como Bill Riddick
- Anne Heche como Mary Ellis
- Bruce McGill como Carvie Oldham
- John Gallagher Jr. como Lee Trombley
- Nick Searcy como Garland Keith
- Afemo Omilami como Franklin Mose
- Sope Aluko como Henrietta Kaye
- Carson Holmes como Kenneth Ellis

## Recepção
No Rotten Tomatoes, o filme tem uma classificação de 53% com base em 73 resenhas, com uma classificação média de 6,06/10. O consenso crítico do site diz: "The Best of Enemies tem a melhor das intenções, mas eles são prejudicados por uma perspectiva problemática e uma decepcionante falta de percepção".  No Metacritic, o filme tem uma pontuação de 49 em 100, com base em 25 avaliações, indicando "críticas mistas ou médias".